# Rosette Peschaud
Pour les articles homonymes, voir Peschaud.
Rosette Trinquet devenue après son mariage Rosette Peschaud (née le 6 décembre 1920 à Hérin et morte le 29 août 2015 à Porto-Vecchio) est une ambulancière militaire française dans le Groupe Rochambeau durant la Seconde Guerre mondiale.

## Biographie
Pendant la Seconde Guerre mondiale, Rosette Trinquet  vit au Maroc avec ses parents. Elle rejoint les Forces françaises libres fin 1943 et intègre le corps des ambulancières nommé Groupe Rochambeau créé au Maroc au sein du  13e bataillon médical de la 2e division blindée du général Leclerc, avec laquelle elle participe à la campagne de France, d’Alsace, et d’Allemagne, sous le commandement de l'Américaine Florence Conrad puis de la Française Suzanne Torrès.
En septembre 1945, elle s’engage au groupement de marche de la 2e DB commandé par le lieutenant-colonel Massu en Indochine, avant de retourner vivre vingt ans au Maroc avec son mari, le colonel Philippe Peschaud, qu’elle épouse le 19 avril 1947. Philippe Peschaud, ex-président de l’Association des anciens de la 2e DB, est mort en mai 2006.
Rosette Peschaud  est morte le 29 août 2015, à 94 ans, à Porto-Vecchio. Elle était vice-présidente de la Fondation Maréchal Leclerc de Hauteclocque,.

## Récompenses et distinctions

### Décorations
- Commandeur de la Légion d'honneur[5]
- Médaille militaire
- Grand-croix de l'ordre national du Mérite
- Croix de guerre 1939–1945

## Publications
- Soldats de Leclerc, avec  Jeanne Galley. Fondation Maréchal Leclerc de Hauteclocque, Paris, Éditions Lavauzelle, 2004  (ISBN 978-2-7025-0411-6)
- Women of Valor: the Rochambelles on the WWII Front, par Ellen Hampton, McFarland Publishing, 2021.